# Hrib, Šmarješke Toplice
Hrib je naselje v Občini Šmarješke Toplice.